# Metrická konvence

Signatáři Metrické konvence:
Členské státy
Asociované státy
Bývalí členové
Bývalé asociované státy

Metrická konvence (nebo též Dohoda o metru) je mezinárodní dohoda podepsaná 20. května 1875 v Paříži, jejímž prostřednictvím se zaváděla metrická soustava. Diplomatická konference o metru byla zahájena dne 1. března 1875 a vyvrcholila podepsáním této dohody. Za Rakousko-Uhersko ji podepsal diplomat Rudolf Apponyi a zde vstoupila v platnost během roku 1876, byť metrická soustava zde již byla zavedena dříve. Po rozpadu Rakouska-Uherska přistoupilo Československo ke konvenci roku 1922.
Na základě konvence také vznikl Mezinárodní úřad pro míry a váhy, Generální konference pro míry a váhy a Mezinárodní výbor pro míry a váhy. Na počest se v tento den slaví Světový den metrologie.

## Historie

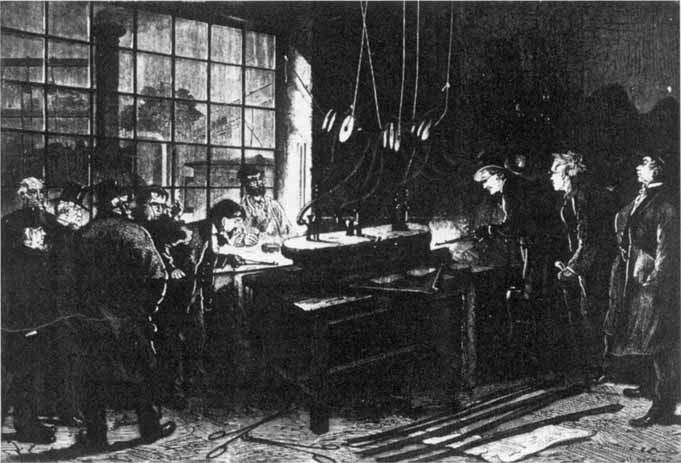
Odlévání slitiny platiny a iridia roku 1874 v Paříži, která byla ale kontaminovaná, takže nebyla použita k původním prototypům, ale později přistoupivší Československo získalo prototyp metru z této slitiny

Světová výstava 1867 v Paříži dala vzniknout Výboru pro váhy, míry a měnu (Comité des poids, mesures et monnaies). Organizace Evropské stupňové měření v Berlíně navrhla roku 1867 vytvořit Evropský úřad pro míry a váhy. Napoleon III. roku 1869 vyzval státy k domluvě na metrickém systému. Roku 1870 byla ustanovena Mezinárodní komise pro metr (Commission internationale du mètre), jejíž práce vedla k vytvoření prototypů. První oficiální odlévání 20 kilogramů slitiny platiny a irida se uskutečnilo v květnu 1873. V květnu 1874 se uskutečnilo odlévání 250 kilogramů slitiny, ze které bylo vytvořeno několik prototypů metru. Později se ale zjistilo, že je slitina nekvalitní, takže se odlévalo ještě v letech 1878 a 1882.